# 不丹印度教
大乘佛教是不丹國教，印度教作為少数派，遭到不丹政府打压。
不丹人口約四分之一印度教徒是居住在南部的尼泊爾裔洛昌人，在不丹南部有自己的寺廟各教派也有信奉者。2012年，廷布建造了印度教寺廟，由不丹首席印度教方丈Je Khenpo尊者和印度教徒在進行宗教活動。
印度教在洛昌人較為普遍信奉，也有部分的洛昌人信仰佛教。

## 註释
1. ↑  United States Bureau of Democracy, Human Rights and Labor. Bhutan: International Religious Freedom Report 2007 （页面存档备份，存于）. This article incorporates text from this source, which is in the public domain.